# Wolvarken

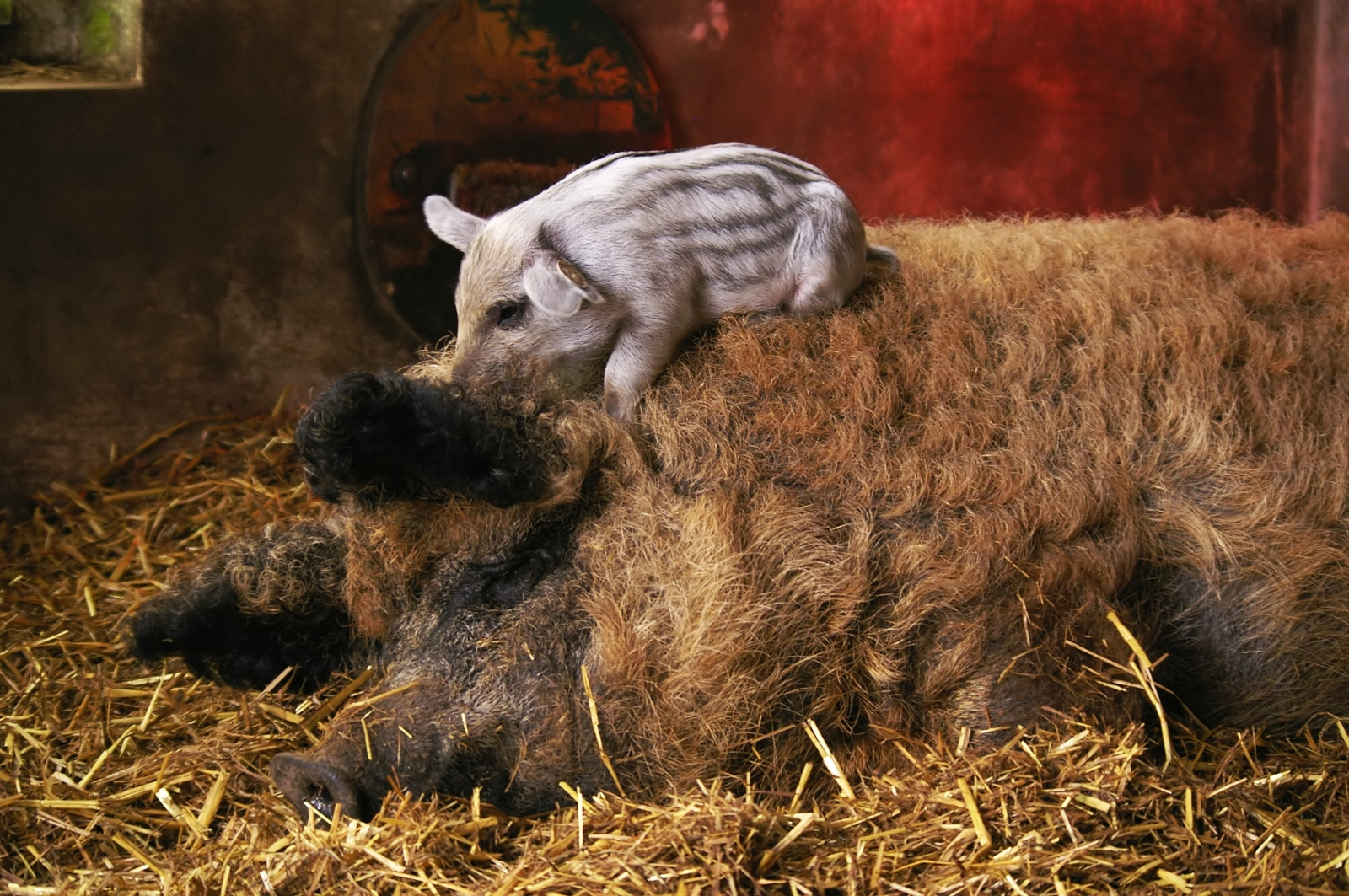
Een wolvarken met jong

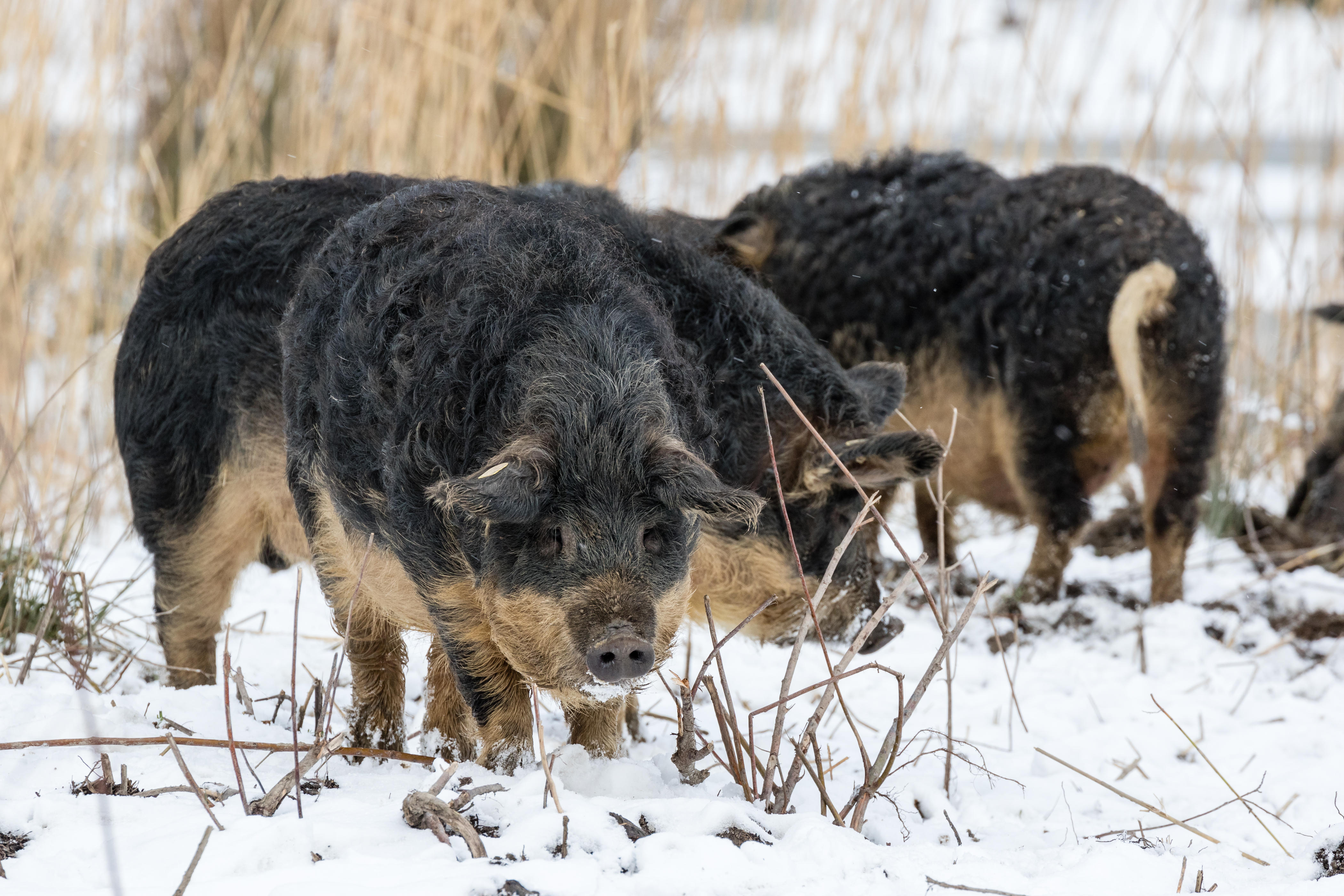
Wolvarken 's winters

Het wolvarken of mangalitza is een varken met een stugge vacht die lijkt op wol.
Het wolvarken vindt zijn oorsprong in Hongarije. In dat land vindt ook het jaarlijkse wolvarkenfestival plaats, van 6 tot en met 8 februari. In Nederland is het houden van wolvarkens toegestaan. Desondanks zijn er tot dusver weinig wolvarkenfokkers in Nederland gevestigd, terwijl het opvallend donkere vlees sterk doorregen en mals en smakelijk is.

## Geschiedenis
Het varkensras is ontstaan in 1833, uit een kruising tussen het Servische Sumadia-varken en het Szaltonser- en het Balkonyervarken. Oorspronkelijk waren er ook zwarte en wildkleurige Mangalitza's, nu bestaan er enkel nog blonde, rode en zwaluwbuiksoorten. Het ras wordt gebruikt voor het vlees.